# Pudaengon
Pudaengon is een geslacht van kreeftachtigen uit de klasse van de Malacostraca (hogere kreeftachtigen).

## Soorten
- Pudaengon arnamicai Ng & Naiyanetr, 1995
- Pudaengon hinpoon Ng & Naiyanetr, 1995
- Pudaengon inornatum (Rathbun, 1904)
- Pudaengon khammouan Ng & Naiyanetr, 1995
- Pudaengon mukdahan Ng & Naiyanetr, 1995
- Pudaengon sakonnakorn Ng & Naiyanetr, 1995
- Pudaengon thatphanom Ng & Naiyanetr, 1995
- Pudaengon wanonniwat Ng & Naiyanetr, 1995